# Риковець
Риковець (пол. Rykowiec) — село в Польщі, у гміні Пурда Ольштинського повіту Вармінсько-Мазурського воєводства.